# Standardelektrode
Die Standardelektrode ist in der Elektrochemie eine galvanische Halbzelle, welche die Standardbedingungen erfüllt:
- Temperatur T = 298,15 K = 25 °C
- Druck p = 101 325 Pa
- Konzentration c = 1 mol/l.

Wenn das Potential E der Standardelektrode gegen die Normal-Wasserstoffelektrode gemessen wird, erhält man das Normalpotential E0 der Halbzelle.
Bei Abweichung von den Standardbedingungen wird das Elektrodenpotential E mit Hilfe der Nernst-Gleichung ermittelt.